# St. Michael (Inkofen)

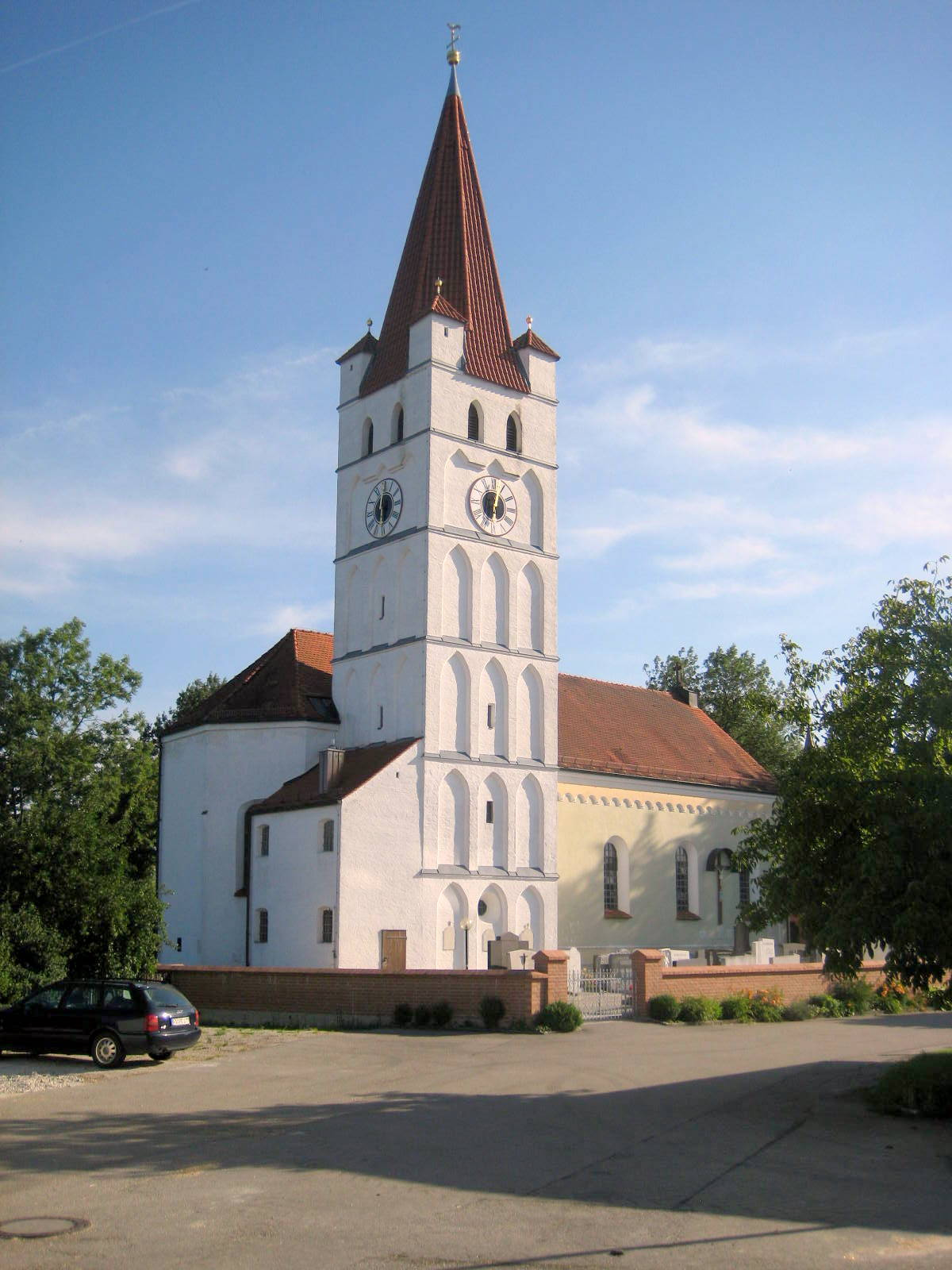
St. Michael in Inkofen

St. Michael ist die römisch-katholische Pfarrkirche von Inkofen, einem Ortsteil der oberbayerischen Gemeinde Haag an der Amper. Die Kirche liegt auf einem bewaldeten Hügel über der Amper unweit des Schlosses Inkofen.

## Gebäude
Das Chorgebäude stammt aus der Spätgotik, wurde jedoch im Barock verändert. 1852 wurde das Langhaus in Form eines einfachen Saalbaues mit fünf halbrund geschlossenen Fenstern errichtet.
Der fünfgeschossige Kirchturm steht an der Nordseite des Chores und ist je Geschoss mit drei Spitzbogenblenden gegliedert. Der spitze Helm entstand im 19. Jahrhundert, während der Turm selbst im 15. Jahrhundert errichtet wurde.

## Ausstattung
Der spätbarocke Hochaltar stammt aus dem Jahr 1744. Der linke Seitenaltar ist der Muttergottes, der rechte dem heiligen Antonius von Padua geweiht. Die Kanzel stammt aus dem Jahr 1744.

## Pfarrei Inkofen
Zur Pfarrei St. Martin Inkofen zählen die Filialen St. Martin (Bergen), Mariä Heimsuchung (Feldkirchen), St. Ägidius (Kirchamper) und St. Agatha (Mittermarchenbach). Die Pfarrei zählt zum Pfarrverband Zolling.